# Detlef Wendler

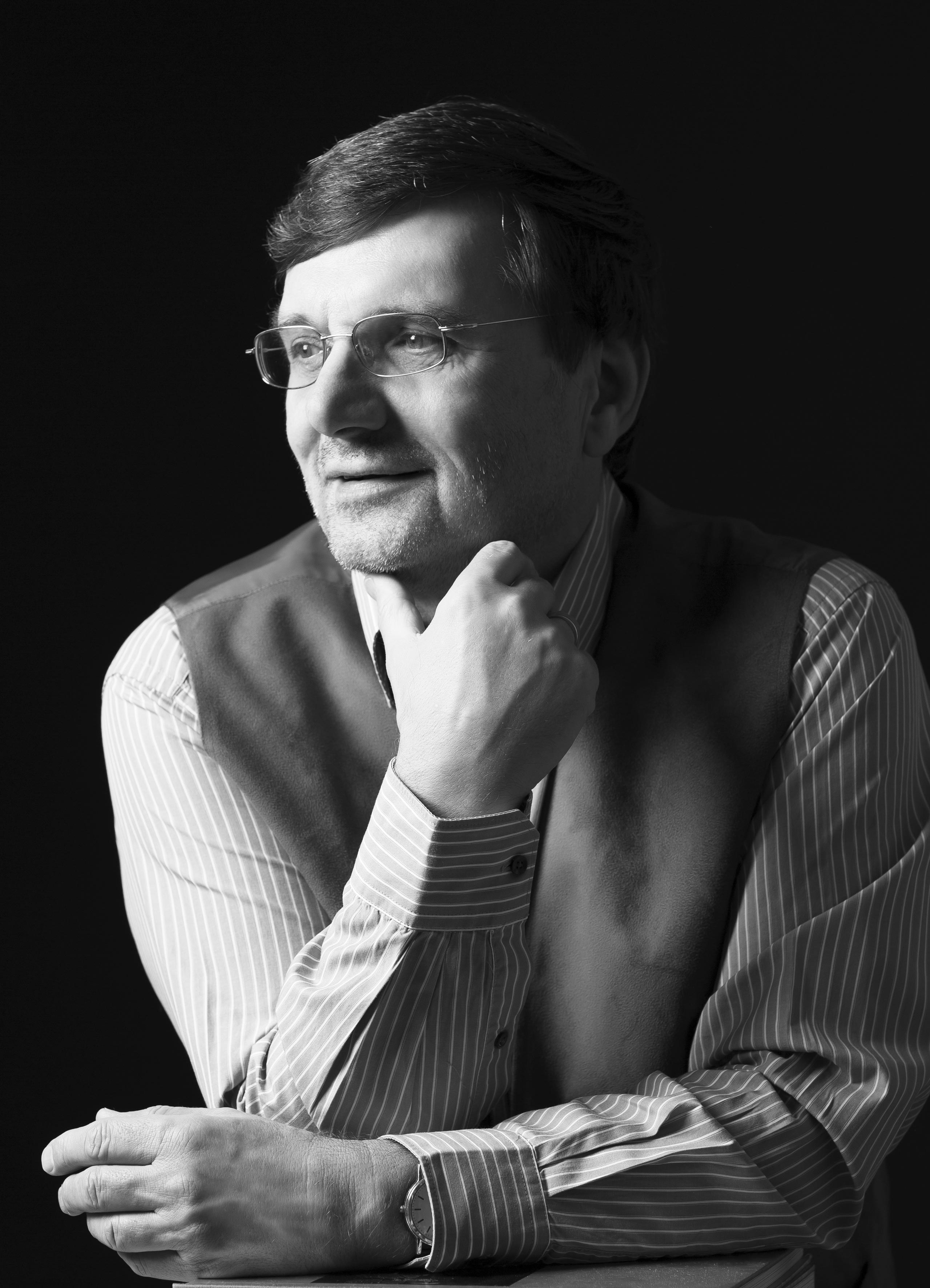
Detlef Wendler. Foto: Yvonne Ploenes

Detlef Wendler (* 28. Dezember 1949 in Düsseldorf) ist ein evangelischer Pfarrer, Supervisor und Autor spiritueller Bücher.

## Leben
Nach einer langjährigen Anstellung als evangelischer Gemeindepfarrer in einer Bergarbeitergemeinde in Essen absolvierte Detlef Wendler eine Klinische Seelsorgeausbildung. Von 1984 bis 2010 war er als Klinikpfarrer in den psychiatrischen Einrichtungen Klinik Königshof und Alexianer Krankenhaus Krefeld tätig. Seit 2000 arbeitet er zusätzlich als Supervisor (DGSv), vorwiegend im Bereich sozialer und kirchlicher Einrichtungen. 2005 wurde er als Systemischer Supervisor bei der Systemischen Gesellschaft zertifiziert. Vorträge, Coachings, Workshops und Meditationsangebote komplettieren sein berufliches Engagement.
Mit dem Buch Was du suchst, das hast du schon begann Detlef Wendler 2007 seine Tätigkeit als Autor spiritueller Bücher. Die Bücher wenden sich nicht nur an kirchennahe Kreise, sondern auch an eher kirchenferne, wenn auch Spiritualität suchende Leser. In seine Werke bringt Wendler seine langjährige Erfahrung im klinischen Bereich ein, auch wenn es um so alltägliche Themen wie das bewusste Gehen oder das gesunde Schlafen geht. Außerdem veröffentlichte er ab 2024 auch Meditationsanleitungen in dem Podcast „Heilsame Meditationen nach biblischen Motiven“.
Detlef Wendler wohnt in Krefeld. Er ist verheiratet und hat zwei erwachsene Kinder.

## Bibliografie
- Was du suchst, das hast du schon. Eine Anleitung zu heilsamer Spiritualität. Kreuz Verlag, Stuttgart 2007, ISBN 978-3-7831-3005-8
- Wie du bist, ist es gut. 366 Tage heilsame Spiritualität. Kreuz Verlag, Stuttgart 2008, ISBN 978-3-7831-3077-5
- Vom Glück des Gehens. Ein Weg zur Lebenskunst. Claudius Verlag, München 2010, ISBN 978-3-532-62414-2
- Vom Zauber des Schlafes. Ein Weg zur Lebenskunst. Claudius Verlag, München 2011, ISBN 978-3-532-62424-1
- Beten - Heilsame Kräfte entdecken. Matthias Grünwald Verlag, Ostfildern 2012, ISBN 978-3-7867-2914-3
- Wieder verliebt ins Leben. 40 heilsame Übungen. Claudius Verlag, München 2014, ISBN 978-3-532-62454-8
- In deiner Trauer bist du stark. Herder Verlag, München 2015, ISBN 978-3-451-34793-1
- Wutzimmer, Schmetterlinge und andere Gotteserfahrungen: Aus der Arbeit eines Psychiatriepfarrers, Norderstedt 2016, ISBN 978-3-7431-1736-5
- Jeder Mensch hat seinen Himmel, Heilsame Bilder der Ewigkeit, Norderstedt 2020, ISBN 978-3-7526-0886-1